# Kongregacja Kanoników Regularnych Najświętszego Zbawiciela
Kongregacja Kanoników Regularnych Najświętszego Zbawiciela – dawna kongregacja kanoników regularnych św. Augustyna. Powstała w XV wieku i istniała do 1823, gdy połączyła się z kanonikami laterańskimi, tworząc Kongregację Kanoników Regularnych Laterańskich Najświętszego Zbawiciela.

## Historia
Zalążkiem późniejszej Kongregacji Najświętszego Zbawiciela była wspólnota eremitów augustiańskich w S. Salvatore di Lecceto. W 1408 grupa tamtejszych eremitów pod wodzą Stefano Agazzari (późniejszego błogosławionego) uzyskała od papieża Grzegorza XII zgodę na przekształcenie wspólnoty eremickiej w kanoników regularnych. Reforma ta nie zyskała jednak poparcia całej wspólnoty eremickiej, wobec czego po kilku latach Stefano Agazzari i jego zwolennicy opuścili S. Salvatore di Lecceto. W 1414 osiadli w dawnym eremitażu S. Ambrogio w Gubbio, gdzie założyli prepozyturę.
W 1418 biskup Bolonii sprowadził kanoników regularnych z Gubbio do zniszczonej w 1359 prepozytury kanonickiej S. Maria di Reno koło Bolonii oraz podporządkował im wspólnotę kanonicką kościoła S. Salvatore w Bolonii. W tym samym roku papież Marcin V zatwierdził unię prepozytur z Gubbio i Bolonii i utworzył nową kongregację kanoników regularnych, zwaną odtąd Kongregacją Kanoników Regularnych Najświętszego Zbawiciela, lub w skrócie "Kongregacją Renańską" od nazwy bolońskiej prepozytury S. Maria di Reno, która została ustanowiona domem głównym kongregacji.
W ciągu następnych stu lat kongregacja rozwinęła się i zwiększyła liczbę swych domów z 2 do 29. Kanonicy renańscy zostali sprowadzeni m.in. do rzymskich kościołów S. Agnese fuori le Mure oraz San Pietro in Vincoli (w 1489). Szczyt świetności przypadł na lata 20. XVII wieku, gdy kongregacja liczyła ponad czterdzieści wspólnot w różnych częściach Italii i miała około 780 członków. Z jej szeregów wywodzili się m.in. Agostino Steuco (1496-1549), biskup Kisamos i prefekt Biblioteki Watykańskiej, oraz błogosławiony Arcangelo Canetoli (1460-1513). Kongregacja sprawowała m.in. opiekę duszpasterską nad angielskimi studentami studiującymi na Uniwersytecie w Bolonii.
W XVIII wieku kongregację dosięgnął kryzys i spadek popularności. W 1740 liczyła już tylko 26 wspólnot i 415 członków. Jednak również w tym okresie miała kilku wybitnych przedstawicieli, z których najbardziej znaczącymi byli historyk Giovanni Crisostomo Trombelli (1697-1784) czy matematyk Felice Luigi Balassi (1723-1809).
Poważnym ciosem dla kongregacji były podboje rewolucyjnej Francji i Napoleona Bonaparte na przełomie XVIII i XIX wieku. Większość domów kongregacji została zamknięta; jednym z nielicznych wyjątków była bazylika S. Pietro in Vincoli w Rzymie. Kiedy w 1810 Napoleon zlikwidował wszystkie zgromadzenia zakonne w Królestwie Włoch oraz regionach środkowej Italii przyłączonych bezpośrednio do Francji, przełożony generalny Kongregacji Renańskiej, Vincenzo Garofoli (1760-1839) wyjechał do Neapolu, gdzie zebrał kanoników regularnych wygnanych ze zlikwidowanych domów zakonnych, w tym nie tylko członków swojej kongregacji, ale także byłych członków zniszczonej całkowicie Kongregacji Kanoników Laterańskich. 
Po upadku Napoleona w 1814 Garofoli, za zgodą papieża Piusa VII, kierował odbudową swojej kongregacji, dążąc jednocześnie do wskrzeszenia Kongregacji Laterańskiej i jej połączenia z Renańską. Odbudowane zostały domy kanoników w Rzymie, Gubbio, Orvieto, Urbino, Lukce i Fano, a w Neapolu kanonicy renańscy utworzyli wspólny dom z niedobitkami z grona kanoników laterańskich. Wysiłki Garofoliego zmierzające do unii obu wspólnot zostały uwieńczone sukcesem w 1823, gdy Stolica Apostolska utworzyła z ich połączenia nową Kongregację Kanoników Regularnych Laterańskich Najświętszego Zbawiciela, z Garofolim jako pierwszym przełożonym generalnym.